# 沙吒忠义
沙吒忠义（7世纪？—707年）是唐朝武则天时期的百济族将领，後参与景龍之變而败死。
万岁通天元年（696年），契丹首领松漠都督李尽忠与其妻兄归诚州刺史孙万荣杀死营州都督赵文翙，占据营州，自号可汗，举兵反叛武周，侵略河北，并多次大败武周军队。697年四月，武则天以右金吾卫大将军武懿宗为神兵道行军大总管，与右豹韬卫将军何迦密将兵再次征讨契丹。五月，又以娄师德为清边道副大总管，右武威卫将军沙吒忠义为前军总管，将兵二十万击契丹。同时沙吒忠义以宾山郡开国公进封为郕国公，后改任右金吾卫将军。六月，后突厥默啜可汗应武周之邀进攻契丹，孙万荣兵败被杀，契丹之乱平定。
唐中宗神龙二年（706年），突厥默啜可汗入侵灵州鸣沙县，时任朔方道大总管（又称灵武军大总管）的沙吒忠义与其交战，被击败，唐军战死者六千余人，忠义因此被免职。
神龙三年七月，沙吒忠义因参与太子李重俊的宫廷政变，被倒戈的千骑所杀。

## 外部連結
- 舊唐書/卷194上 （页面存档备份，存于）